# Robey Leibbrandt
Robey Leibbrandt (Potchefstroom, 1913. január 25. – Ladybrand, 1966. augusztus 1.) dél-afrikai ökölvívó volt, aki a második világháború alatt a Harmadik Birodalom megbízásából merényletet tervezett Jan Christiaan Smuts miniszterelnök és brit marsall ellen.

## Élete
Sidney Robey Leibbrandt német és ír felmenők utódjaként született. Dél-afrika nehézsúlyú ökölvívó bajnoka volt, ő képviselte hazáját az 1934-es birodalmi játékokon. Részt vett az 1936. évi nyári olimpiai játékokon Berlinben. Lenyűgözte a náci rezsim és Adolf Hitler. 1938-ban visszatért Németországba, hogy a birodalmi tornászakadémián tanuljon. A háború kitörése is Berlinben érte, és a német hadsereg segítségével vitorlázórepülőgép-pilótának és ejtőernyősnek képezték ki.
1941-ben a Weissdorn hadművelet végrehajtására visszaküldték Dél-Afrikába, ahol azonban saját emberei feladták, és hazaárulásért 1942. november 16-án bíróság elé állították, amely halálra ítélte. 1943. március 11-én halálos ítéletét életfogytiglani börtönbüntetésre enyhítették. Miután 1948 májusában a nacionalista párt megnyerte a választást, Leibbrandt kegyelmet kapott. Később megnősült, és öt gyereke született.